# Toño (Fußballspieler, 1989)
Toño, bürgerlich Antonio García Aranda (* 7. November 1989 in Valencia), ist ein spanischer Fußballspieler, der bei SD Eibar unter Vertrag steht.

## Karriere
Toño begann seine Karriere 2008 bei Atlético Saguntino. 2009 wechselte er in die zweite Mannschaft des CD Castellón. Dort schoss er seine einzigen Karriere-Pflichtspieltore bislang. 2010 stieg er in die erste Mannschaft auf und spielte fortan in der Segunda División, der zweiten Liga Spaniens. 2011 wechselte er zum FC Villarreal B, wo er, mit Ausnahme einer halbjährigen Leihe an CE Sabadell, für drei Jahre blieb. Im Januar 2014 wechselte er ablösefrei zu Recreativo Huelva, anschließend ein halbes Jahr später zu UD Levante. Dort debütierte er am 13. September 2014 im Spiel gegen den FC Málaga. Bei Levante verbrachte der Spanier sieben Jahre. Im Sommer 2021 schloss er sich SD Eibar an.